# 4400
«4400» (англ. The 4400) — американський науково-фантастичний телесеріал, спродюсований CBS Paramount Network Television спільно з Sky Television, Renegade 83 і American Zoetrope для USA Network. Ідея та сценарій — Скотт Пітерс і Рене Ечеваррія, головні ролі виконують Джоель Гретч і Жаклін Маккензі. Серіал складається з чотирьох сезонів, транслювався з 2004 р. до його скасування в 2007 р.
Творець Скотт Пітерс заявив, що початковою назвою 4400 була «Світло в небі» (англ. A Light in the Sky), але почав шукати унікальніший варіант, тому вирішив «пограти з числами».

## Сюжет
Національне Командування з Оцінки Загроз, підрозділ Департаменту Національної Безпеки, відповідає за контроль над загадковою справою з повернення 4400 людей, які були викрадені з різних часових епох. Центральні персонажі, відповідальні за справу — Том Болдуін і Діана Скоріз, їх безпосередній начальник у першому сезоні, Денніс Райланд. У сезонах 2-3 Райланд замінюється на Ніну Джарвіс і консультанта Марко Пацелла, Райланд стає епізодичним персонажем. У четвертому сезоні Джарвіс замінюється на Меган Дойл.
Багато хто з повернених людей мають великі проблеми з адаптацією у суспільстві, намагаючись внормувати своє життя у потрібне русло. Що ще більш важливо та неймовірно, невелика кількість репатріантів починає проявляти паранормальні здібності, такі як телекінез, телепатія і передбачення. Шон Фаррелл виявляє здатність оживляти та повертати до життя. Ще одна з 4400, Лілі Мур, завагітніла між зникненням і поверненням.
Фінал першого сезону, «Білий світ», показує, що 4400 були викрадені не іншопланетянами, а людьми з майбутньої Землі, Кайл Болдуін мав бути їх посланцем, а люди були повернуті, щоб запобігти катастрофі.

## Книги
- The Vesuvius Prophecy, автор — Грег Фокс, перша книга, заснована на телесеріалі. Випущена у червні 2008 р.
- Wet Work, автори — Дейтон Вард і Кевін Ділмор, другий оригінальний роман, заснований на телесеріалі. Випущена у жовтні 2008 р.
- Welcome to Promise City, автор — Грег Фокс, третя книга, випущена 28 липня 2009 р.
- Promises Broken, автор — Девід Мек, четверта книга, випущена 27 жовтня 2009 р.

## Саундтрек
Головна тема телесеріалу — «A Place in Time», текст Роберта Філліпса і Тіма Парускевіца, виконавець — Аманда Абізайд.
Санудтрек випущено 5 травня 2007 р. Milan Records та включав музику перших трьох сезонів.
1. Bosshouse і Аманда Абізайд — «A Place In Time» (Theme From The 4400)
2. Switchfoot — «This Is Your Life»
3. People In Planes — «Falling By The Wayside»
4. Thirteen Senses — «Into The Fire»
5. Ivy — «Worry About You»
6. Engineers — «How Do You Say Goodbye?»
7. Maroon 5 — «She Will Be Loved»
8. Жаклін Маккензі — «Shy Baby»
9. Bedroom Walls — «Do the Buildings and Cops Make You Smile?»
10. Біллі Холідей — «Cheek to Cheek»
11. Джон ван Тонгерен — «Salvation»
12. The Landau Orchestra — «A Place In Time»